# Aéroport de Naha
L'aéroport de Naha (那覇空港, Naha kūkō) (code IATA : OKA • code OACI : ROAH) est le principal aéroport de l'île d'Okinawa situé à 4 km à l'ouest de la ville de Naha, la capitale et la principale ville de la préfecture d'Okinawa au Japon.
Il est le septième aéroport le plus fréquenté du Japon et son aérogare principale gère un trafic régulier international avec Taiwan, Hong Kong, la Corée du Sud et la république populaire de Chine. L'aéroport sert également de base aérienne pour la force aérienne d'autodéfense japonaise, sous le nom de base aérienne de Naha (那覇基地, Naha kichi, Naha Air Base (en)).

## Situation

### Carte des 50 principaux aéroports du Japon
| Akita Amami Aomori Asahikawa Chūbu Fukuoka Fukushima Hakodate Hanamaki Hiroshima Ibaraki Ishigaki Izumo Kagoshima Kansai Kitakyushu Kobe Kōchi Komatsu Kumamoto Kumejima Kushiro Iwakuni Matsuyama Memanbetsu Miho-Yonago Misawa Miyako Miyazaki Nagasaki Nagoya Naha Tokyo · Narita Niigata Ōita Okayama Osaka Saga Sendai Shin-Chitose Shizuoka Shonai Takamatsu Tokachi-Obihiro Tokushima Tokyo · Haneda Tottori Toyama Tsushima Yamaguchi Ube |

| Naha Aguni Ishigaki Kitadaito Kume Minami-Daito Shimojishima Miyako Tarama Yonaguni Futenma Kadena |

## Statistiques
Pour des raisons techniques, il est temporairement impossible d'afficher le graphique qui aurait dû être présenté ici.

Voir la requête brute et les sources sur Wikidata.

## Liaisons terrestres
L'aéroport est relié par le monorail Okinawa Toshi au centre-ville de Naha, et à son terminus à Tedako-uranishi.
Différentes lignes de bus desservent également l'ensemble de l'île avec l'aéroport.